# (74334) 1998 VL11
(74334) 1998 VL11 – planetoida z pasa głównego asteroid okrążająca Słońce w ciągu 4,25 lat w średniej odległości 2,62 j.a. Odkryta 10 listopada 1998 roku.